# پاکو سانز (بازیکن فوتبال)
پاکو سانز (انگلیسی: Paco Sanz؛ زادهٔ ۲۹ نوامبر ۱۹۷۲) بازیکن فوتبال اهل اسپانیا است.
از باشگاه‌هایی که در آن بازی کرده‌است می‌توان به باشگاه ورزشی رئال مایورکا اشاره کرد.